# فيليب تان
فيليب تان هو فنان قصص مصورة فلبيني، ولد في 1978 في مانيلا في الفلبين.